# Joseph Conrad Chamberlin
Joseph Conrad Chamberlin (ur. 1898 – zm. 1962) – amerykański arachnolog specjalizujący się w zaleszczotkach.
Chamberlin urodził się 23 grudnia 1898 w Salt Lake City jako pierwszy syn Ole i Mary Ethel Chamberlinów. W 1914, po roku uczęszczania do szkoły średniej, opuścił ją by wesprzeć pracą rodzinę. W 1918 został wcielony do United States Army, ale zachorował i nigdy nie służył w I wojnie światowej
Po powrocie do zdrowia Chamberlin dostał się na ufundowany dla weteranów University of Utah. Po rekomendacji swojego wujka, Ralpha V. Chamberlina został przeniesiony na Stanford University, gdzie studiował entomologię na wydziale zoologii. Jego korepetytorem był tam Gordon Floyd Ferris, znany wówczas entomolog. Chamberlin otrzymał w 1932 stopień licencjacki, a w 1924 magisterski.
Chamberlin zaczął nauczać na San Jose State University, zanim jeszcze otrzymał stopień doktora ze Stanforda w 1929. Wówczas rozpoczął pracę dla United States Department of Agriculture, początkowo w Idaho, a od 1935 w Modesto. W 1936 przeniósł się do Oregonu, gdzie pracował w stacji terenowej w Corvallis. W 1939 został przeniesiony do stacji badawczej w Forest Grove, gdzie pracował do odejścia na emeryturę w 1961. Zmarł 17 czerwca 1962 w Hillsboro.
W trakcie swoich badań, Cahmberlin zajmował się głównie zaleszczotkami, których opisał kilka nowych gatunków. Najbardziej znaną jego publikacją było "The Arachnid Order Chelonethida" z 1931 roku. Na jego cześć nazwano 2 podrodzaje i 11 gatunków.